# Nokere Koerse 2012
La Nokere Koerse 2012, sessantasettesima edizione della corsa, valida come evento dell'UCI Europe Tour 2012 categoria 1.1, si svolse il 14 marzo 2012 per un percorso di 195,9 km. La vittoria andò all'italiano Francesco Chicchi, che giunse al traguardo in 4h19'42".
Dei 181 ciclisti alla partenza furono in 156 a concludere la gara.

## Squadre e corridori partecipanti
| N.      | Cod. | Squadra                       |
| ------- | ---- | ----------------------------- |
| 1-8     | LTB  | Lotto-Belisol Team            |
| 11-18   | OPQ  | Omega Pharma-Quickstep        |
| 21-28   | FDJ  | FDJ-BigMat                    |
| 31-38   | RAB  | Rabobank Cycling Team         |
| 41-48   | VCD  | Vacansoleil-DCM               |
| 51-58   | KAT  | Katusha Team                  |
| 61-68   | BMC  | BMC Racing Team               |
| 71-78   | GRM  | Team Garmin-Barracuda         |
| 81-88   | ACC  | Accent Jobs-Willems Veranda's |
| 91-98   | LAN  | Landbouwkrediet-Euphny        |
| 101-108 | TSV  | Topsport Vlaanderen-Mercator  |
| 111-118 | CSS  | Champion System               |
| 121-128 | COF  | Cofidis, le Crédit en Ligne   |

| N.      | Cod. | Squadra                            |
| ------- | ---- | ---------------------------------- |
| 131-138 | SAU  | Saur-Sojasun                       |
| 141-148 | APP  | Team NetApp                        |
| 151-158 | PRO  | Project 1T4I                       |
| 161-168 | RVL  | RusVelo                            |
| 171-178 | UHC  | UnitedHealthcare                   |
| 181-188 | GVA  | Geofco-Ville d'Alger               |
| 191-198 | SKT  | An Post-Sean Kelly Team            |
| 201-208 | CMD  | Colba-Superano Ham                 |
| 211-218 | JVC  | Jong Vlaanderen Cycling Team       |
| 221-228 | WBC  | Wallonie Bruxelles-Crédit Agricole |
| 231-238 | CWO  | Christina Watches-Onfone           |
| 241-248 | LET  | Leopard-Trek Continental           |

## Ordine d'arrivo (Top 10)
| Pos. | Corridore            | Squadra          | Tempo    |
| ---- | -------------------- | ---------------- | -------- |
| 1    | Francesco Chicchi    | Omega Pharma     | 4h19'42" |
| 2    | Kris Boeckmans       | Vacansoleil      | s.t.     |
| 3    | Boy van Poppel       | Unitedhealthcare | s.t.     |
| 4    | André Schulze        | Team NetApp      | s.t.     |
| 5    | Michel Kreder        | Garmin           | s.t.     |
| 6    | Giorgio Brambilla    | Leopard-Trek     | s.t.     |
| 7    | Pieter Vanspeybrouck | Topsport Vl.     | s.t.     |
| 8    | Maxime Vantomme      | Katusha Team     | s.t.     |
| 9    | Aleksandr Porsev     | Katusha Team     | s.t.     |
| 10   | Baptiste Planckaert  | Landbouwkrediet  | s.t.     |